# Lafuentemyia yanezi
Lafuentemyia yanezi är en tvåvingeart som beskrevs av Louis Jan Josef Marnef 1965.
Lafuentemyia yanezi ingår i släktet Lafuentemyia och familjen parasitflugor. Inga underarter finns listade i Catalogue of Life.